# امیلی ویکریشام
امیلی ویکریشام (به انگلیسی: Emily Wickersham) (زاده ۲۶ آوریل ۱۹۸۴) بازیگر آمریکایی است.
از فیلم‌های معروف او می‌توان به بازی در من شماره چهار هستم و مجموعه تلویزیونی ان‌سی‌آی‌اس اشاره کرد.